# Жюль Вейденбос
Жюль Альберт Вейденбос (нід. Jules Albert Wijdenbosch; 2 травня 1941 — 30 квітня 2025) — політичний діяч держави Суринам. Був членом Національної демократичної партії, яка мала абсолютну владу у державі у 1980-х роках.

## Життєпис
Жюль Вейденбос був прем'єр-міністром з 1987 по 1988 рік, віцепрезидентом із січня по вересень 1991 року і президентом Суринаму з 1996 по 2000 рік, передавши посаду Рональду Венетіану. Вважається, що справжня влада упродовж років президентства Вейденбоса належала Дезі Баутерсе.
Ім'ям Жюля Вейденбоса названо міст через річку Суринам.